# Модринове насадження (заповідне урочище)
Модри́нове наса́дження — заповідне урочище місцевого значення в Україні. Розташоване в межах Пустомитівського району Львівської області, на південний схід від села Товщів. 
Площа 5,7 га. Статус надано згідно з рішенням Львівської облради від 9.10.1984 року, № 495. Перебуває у віданні ДП «Львівський лісгосп» (Товщівське лісництво, кв. 42). 
Статус надано з метою збереження високопродуктивного насадження модрини японської. 